# Кубическая поверхность
В алгебраической геометрии кубическая поверхность — это алгебраическая поверхность, задаваемая однородным многочленом третьей степени в проективном пространстве {\displaystyle \mathbb {P} ^{3}(\mathbb {K} )}.
Мы можем принять {\displaystyle \mathbb {K} =\mathbb {R} } или {\displaystyle \mathbb {C} }.

## 27 прямых на кубической поверхности
Замечательным и нетривиальным результатом алгебраической геометрии является то, что когда поверхность неособая (то есть в каждой точке поверхности хотя бы одна частная производная многочлена не обращается в нуль), а основное поле является полем комплексных чисел, на кубической поверхности лежит ровно 27 прямых. Это теорема Кэли — Сальмона, установленная в 1849 году Сальмоном после того, как Кэли продемонстрировал, что число прямых на такой кубической поверхности всегда конечно.
Конечно, над полем действительных чисел на поверхности может не быть 27 прямых. Однако можно показать, что число вещественных прямых есть 3, 7, 15 или 27. Все эти возможности реализуются.

## Примеры

### Поверхность Ферма

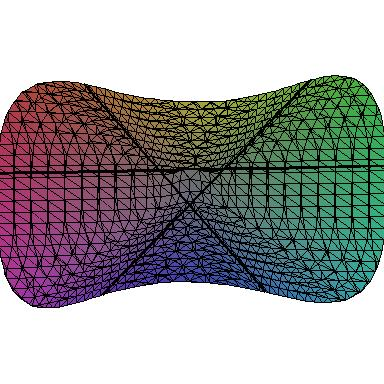
Поверхность Ферма, содержащая три вещественные прямые

Многочлен {\displaystyle P(X,Y,Z,T)=X^{3}+Y^{3}+Z^{3}+T^{3}} является однородным многочленом степени 3, и задаваемая им кубическая поверхность (называемая поверхностью Ферма) есть {\displaystyle \{[X:Y:Z:T]\in \mathbb {P} ^{3}(\mathbb {C} )\ |\ X^{3}+Y^{3}+Z^{3}+T^{3}=0\}}.
Эта поверхность неособая и содержит 27 прямых. В данном случае многочлен достаточно прост, чтобы явно их описать: с точностью до перестановки координат, они имеют вид {\displaystyle [X:\rho X:Z:\rho 'Z]}, где {\displaystyle \rho ,\rho '} — кубические корни из {\displaystyle -1}.
Над {\displaystyle \mathbb {C} } имеется три кубических корня из −1, и комбинаторный аргумент показывает, что общее число прямых равно 27.
Над полем вещественных чисел существует только один кубический корень из −1, что даёт три прямые.

### Поверхность Клебша

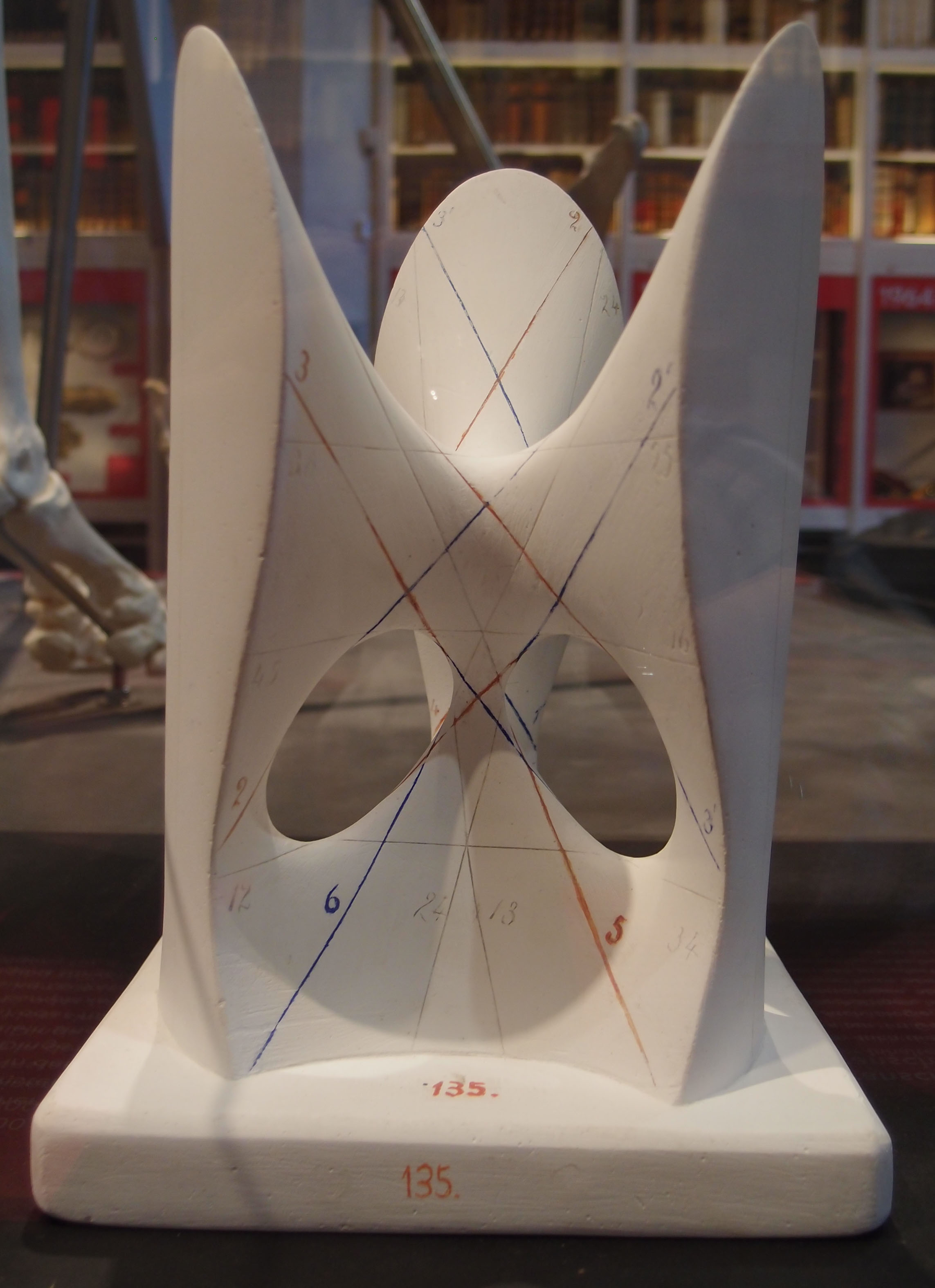
Модель поверхности Клебша с изображёнными прямыми.

Поверхность Клебша — это кубическая поверхность, уравнение которой есть {\displaystyle X^{3}+Y^{3}+Z^{3}+T^{3}-(X+Y+Z+T)^{3}=0}, и она имеет 27 вещественных прямых:
- {\displaystyle [X:-X:Z:-Z]}, с точностью до перестановки координат, — три прямые.
- {\displaystyle [0:Y:-Y:T]}, с точностью до перестановки координат, — 12 прямых.
- {\displaystyle [X:Y:-X-\phi Y:-\phi X-Y]}, где {\displaystyle \phi ={\frac {1+{\sqrt {5}}}{2}}}, даёт 12 прямых.

Мы видим, что все 27 прямых лежат в проективном пространстве над полем вещественных чисел, и даже в {\displaystyle \mathbb {P} ^{3}\left(\mathbb {Q} [{\sqrt {5}}]\right)}.

### Поверхность Кэли

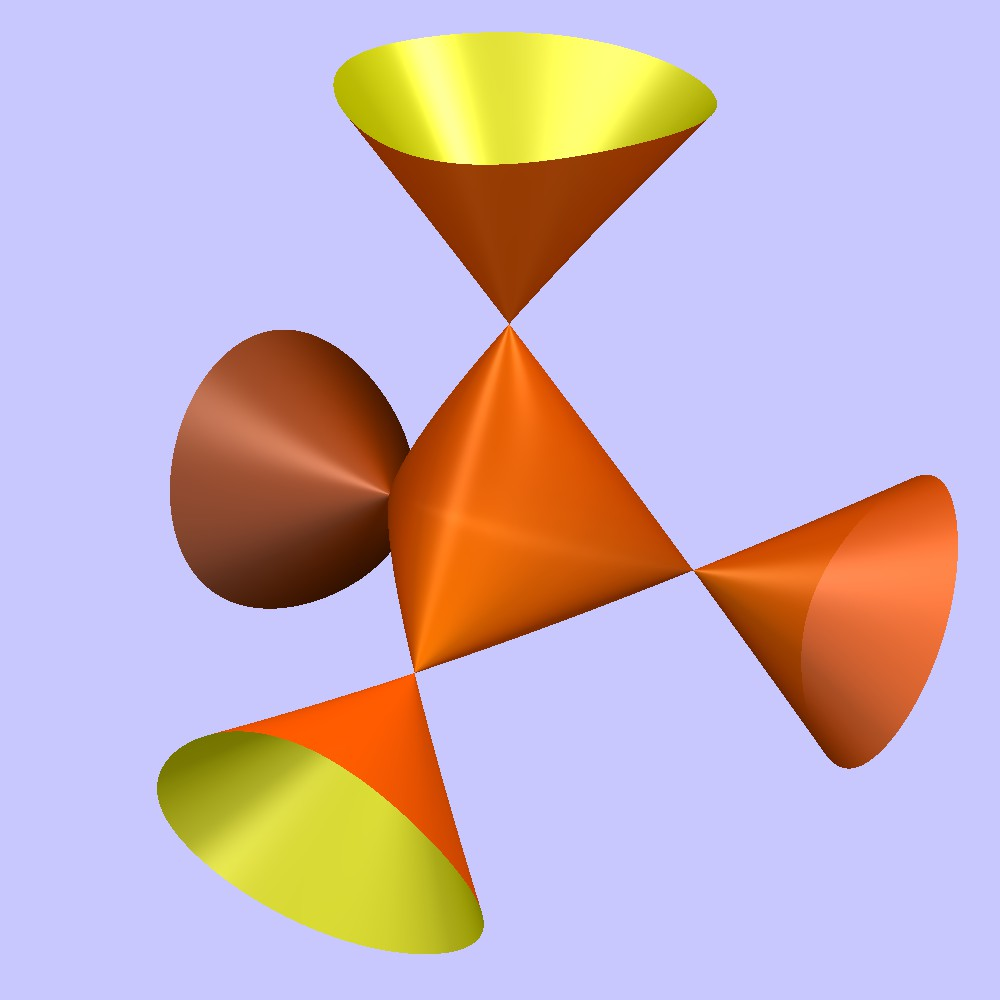
Поверхность Кэли

Поверхность Кэли определяется уравнением
{\displaystyle XYZ+XYT+XZT+YZT=0}
Эта поверхность особая, все четыре частные производные зануляются в четырёх точках кубики
{\displaystyle [1:0:0:0],[0:1:0:0],[0:0:1:0],[0:0:0:1]}
Таким образом, это пример, когда теорема Кэли — Сальмона не применима. Однако эта поверхность по-прежнему содержит прямые, в частности, прямые, соединяющие особые точки.